# Сельское поселение Никольское (Кадуйский район)

Объединение сельских поселений:
- Оранжевый: присоединено в 2009 году
- Желтый: присоединено в 2015 году

Се́льское поселе́ние Никольское — муниципальное образование в Кадуйском районе Вологодской области Российской Федерации.
Административный центр — село Никольское.

## География
Расположено в северо-восточной части района. Граничит:
- на западе с сельским поселением Семизерье,
- на юге с городским поселением Кадуй,
- на востоке с Нелазским, Абакановским и Воскресенским сельскими поселениями Череповецкого района,
- на севере с Енинским и Визьменским сельскими поселениями Белозерского района.

По юго-западной границе протекает река Суда, в неё впадают Нежбуй, Печенга, Шулма. По территории сельского поселения протекает река Андога и реки её бассейна: Шулма с притоками Улазарка, Амбуй, Казара, Кумсара; Солохта с притоками Туровка, Сорка; Шухтовка.

## История
В 1999 году был утверждён список населённых пунктов Вологодской области. Согласно этому списку на территории современного Никольского сельского поселения находились:
- Андроновский сельсовет, включавший 22 населённых пункта,
- Бойловский сельсовет, включавший 11 населённых пунктов,
- Великосельский сельсовет, включавший 24 населённых пункта,
- Никольский сельсовет, включавший 52 населённых пункта[4].

24 августа 2001 года в Бойловском сельсовете была зарегистрирована новая деревня Малая Горка.
8 ноября 2001 года в Никольском сельсовете была зарегистрирована новая деревня Митенская. 2 августа 2004 года в Великосельский сельсовет из Енинского сельсовета Белозерского района был передан посёлок Красная Заря.
Статус и границы сельского поселения установлены Законом Вологодской области от 6 декабря 2004 года № 1115-ОЗ «Об установлении границ Кадуйского муниципального района, границах и статусе муниципальных образований, входящих в его состав».
8 апреля 2009 года сельские поселения Никольское и Великосельское были объединены в Никольское с центром в селе Никольское.
Постановлением правительства области от 15 октября 2012 года на территории Никольского сельсовета образована деревня Демидово. В 2014 году название деревни Демидово утверждено Правительством Российской Федерации.
Законом Вологодской области от 30 марта 2015 года № 3603-ОЗ муниципальные образования Андроновское, Бойловское и Никольское преобразованы путём объединения в сельское поселение Никольское с административным центром в селе Никольском.

## Население
| 2011  | 2012  | 2013  | 2014  | 2015  | 2016  | 2017  |
| ----- | ----- | ----- | ----- | ----- | ----- | ----- |
| 1028  | ↘999  | ↘995  | ↗1051 | ↘1034 | ↗1742 | ↘1686 |
| 2018  | 2019  | 2020  | 2021  |       |       |       |
| ↘1684 | ↘1622 | ↘1599 | ↘1578 |       |       |       |

## Состав сельского поселения
| №   | Населённый пункт   | Тип населённого пункта       | Население |
| --- | ------------------ | ---------------------------- | --------- |
| 1   | Абаканово          | деревня                      | 0         |
| 2   | Аленкино           | деревня                      | 9         |
| 3   | Алявино            | деревня                      | 0         |
| 4   | Андроново          | деревня                      | 185       |
| 5   | Анненская          | деревня                      | 0         |
| 6   | Бильково           | деревня                      | 8         |
| 7   | Бойлово            | деревня                      | 142       |
| 8   | Большая Горка      | деревня                      | 0         |
| 9   | Борисово           | деревня                      | 0         |
| 10  | Брюхово            | деревня                      | 4         |
| 11  | Будиморово         | деревня                      | 7         |
| 12  | Бузыкино           | деревня                      | 0         |
| 13  | Васильевская       | деревня                      | 6         |
| 14  | Вахонин Починок    | деревня                      | 3         |
| 15  | Вахонькино         | деревня                      | 31        |
| 16  | Великое            | село                         | 79        |
| 17  | Вертягино          | деревня                      | 7         |
| 18  | Грищ               | деревня                      | 3         |
| 19  | Данилково          | деревня                      | 9         |
| 20  | Демидово           | деревня                      |           |
| 21  | Дёмшино            | деревня                      | 0         |
| 22  | Жиделево           | деревня                      | 0         |
| 23  | Жуков Починок      | деревня                      | 0         |
| 24  | Завод              | деревня                      | 48        |
| 25  | Задняя Ступолохта  | деревня                      | 6         |
| 26  | Заказарье          | деревня                      | 7         |
| 27  | Занино             | деревня                      | 5         |
| 28  | Зелёный Берег      | посёлок                      | 38        |
| 29  | Зыково             | деревня                      | 6         |
| 30  | Иваново            | деревня                      | 4         |
| 31  | Ивановское         | деревня                      | 0         |
| 32  | Ивачево            | деревня                      | ↘18       |
| 33  | Изорково           | деревня                      | 0         |
| 34  | Илемное            | деревня                      | 4         |
| 35  | Ишкобой            | деревня                      | 4         |
| 36  | Калинино           | деревня                      | 0         |
| 37  | Калинниково        | деревня                      | 0         |
| 38  | Ковалёво           | деревня                      | 6         |
| 39  | Копосово           | деревня                      | 3         |
| 40  | Красная Заря       | посёлок                      | 4         |
| 41  | Красное            | деревня                      | 27        |
| 42  | Красное            | деревня                      | 15        |
| 43  | Куликово           | деревня                      | 6         |
| 44  | Кумсара            | деревня                      | 0         |
| 45  | Лебенец            | деревня                      | 3         |
| 46  | Лепилово           | деревня                      | 0         |
| 47  | Лог                | деревня                      | 3         |
| 48  | Лукьяново          | деревня                      | 0         |
| 49  | Лунино             | деревня                      | 0         |
| 50  | Лыковская          | деревня                      | 6         |
| 51  | Максинская         | деревня                      | 5         |
| 52  | Малая Горка        | деревня                      | 0         |
| 53  | Малая Ступолохта   | деревня                      | 5         |
| 54  | Малышево           | деревня                      | 3         |
| 55  | Марковская         | деревня                      | 3         |
| 56  | Марлыково          | деревня                      | 14        |
| 57  | Мартюхино          | деревня                      | 0         |
| 58  | Марыгино           | деревня                      | ↘37       |
| 59  | Мелентьево         | деревня                      | 3         |
| 60  | Мелехино           | деревня                      | 3         |
| 61  | Митенская          | деревня                      | 6         |
| 62  | Михайловская       | деревня                      | 9         |
| 63  | Михалево           | деревня                      | 9         |
| 64  | Мокашево           | деревня                      | 4         |
| 65  | Мыза               | деревня                      | 3         |
| 66  | Нижний Починок     | деревня                      | 0         |
| 67  | Никольское         | село, административный центр | 381       |
| 68  | Никоновская        | деревня                      | 0         |
| 69  | Новинка            | деревня                      | 10        |
| 70  | Новое              | деревня                      | 51        |
| 71  | Пакино             | деревня                      | 6         |
| 72  | Панюково           | деревня                      | 9         |
| 73  | Пелемень           | деревня                      | 0         |
| 74  | Плоское            | деревня                      | 4         |
| 75  | Пособково          | деревня                      | 7         |
| 76  | Постниково         | деревня                      | 12        |
| 77  | Починок            | деревня                      | 11        |
| 78  | Пречистое          | деревня                      | 0         |
| 79  | Прягаево           | деревня                      | 0         |
| 80  | Сафоново           | деревня                      | 0         |
| 81  | Сёбра              | деревня                      | 0         |
| 82  | Семеновская        | деревня                      | 9         |
| 83  | Семенская          | деревня                      | 3         |
| 84  | Сенинская          | деревня                      | 0         |
| 85  | Слобода            | деревня                      | 6         |
| 86  | Смешково           | деревня                      | 17        |
| 87  | Солохта            | деревня                      | 0         |
| 88  | Спиренская         | деревня                      | 8         |
| 89  | Спирютино          | деревня                      | 29        |
| 90  | Средний Двор       | деревня                      | 7         |
| 91  | Средняя Ступолохта | деревня                      | 0         |
| 92  | Стан               | деревня                      | 98        |
| 93  | Старина            | деревня                      | 4         |
| 94  | Старина            | деревня                      | 0         |
| 95  | Стрелково          | деревня                      | 0         |
| 96  | Судаково           | деревня                      | 4         |
| 97  | Тарасовская        | деревня                      | 10        |
| 98  | Терпеново          | деревня                      | 6         |
| 99  | Тименская          | деревня                      | 0         |
| 100 | Томаша             | деревня                      | 0         |
| 101 | Туровино           | деревня                      | 0         |
| 102 | Фадеево            | деревня                      | 0         |
| 103 | Фаленская          | деревня                      | 8         |
| 104 | Фанерный Завод     | посёлок                      | 175       |
| 105 | Ципелево           | деревня                      | 0         |
| 106 | Чертова            | деревня                      | 0         |
| 107 | Чудиново           | деревня                      | 14        |
| 108 | Чурово             | деревня                      | 0         |
| 109 | Шутовская          | деревня                      | 0         |
| 110 | Юрино              | деревня                      | 0         |
| 111 | Язвицево           | деревня                      | 14        |
| 112 | Якшинская          | деревня                      | 5         |
| 113 | Ярышево            | деревня                      | 5         |